# نظرية الحقل الكمومي
نظرية الحقل الكمومي (يرمز لها اختصاراً QFT من Quantum field theory)  هي تطبيق لنظرية الكم على نظرية الحقل الكلاسيكية. وتستخدم هذه النظرية بكثرة في فيزياء الجسيمات وفيزياء الجسم الصلب بهدف تحقيق صياغة متجانسة لنظريات كمومية تصف الأنظمة متعددة الأجسام، خاصة في الحالات التي تحدث فيها ظهور أو اختفاء بعض الجسيمات.
تعد هذه النظرية اللغة الطبيعية والكمية في فيزياء الجسيمات وفيزياء المواد المكثفة. إن غالبية النظريات في فيزياء الجسيمات الحديثة بما فيها النموذج العياري للجسيمات الأولية وتآثراتها، تصاغ بصورة نظريات حقل كمومي نسبية. تستخدم نظريات الحقل الكمومي في أكثر من سياق، أبرز مثال عليها هو فيزياء الجسيمات الأولية حيث أن عدد الجسيمات الداخلة في تفاعل يتأرجح ويتغير، مختلفاً عن العدد الذي يخرج به. مثال ذلك، عند وصف ظواهر حرجة وأطوار انتقالية كمومية كما هو في نظرية BCS للموصلية الفائقة مثلا، انظر أيضا انتقالية الطور، انتقالية الطور الكمومية، الظواهر الحرجة. يعتقد الكثيرون بأن نظرية الحقل الكمومي تمثل النتاج الأصح والأمثل لدمج قواعد رياضيات الكم مع النسبية الخاصة.
في نظرية الحقل الكمومي الاضطرابية، يتم التواسط أو التآثر بين الجسيمات بواسطة جسيمات أخرى. تنشأ القوة الكهرومغنطيسية بين إلكترونين بواسطة تبادل الفوتونات بينما تنقل بوزونات المتجهة الوسيطة التآثر الضعيف وتنقل الغلونات التآثر الشديد. لا يوجد في الوقت الحاضر نظرية كمومية للقوة الأساسية المتبقية أو الجاذبية، ولكن العديد من النظريات المقترحة تفترض وجود جسيم غرافيتون ينقلها.
هذه الجسيمات الحاملة للقوة هي جسيمات افتراضية ومن التعريف، لا يمكن تحسسها بينما تكون حاملة للقوة، لأن مثل هذا التحسس سيقتضي أن القوة غير محمولة. إضافة لما سبق، الفكرة «جسيم حامل (أو وسيط) للقوة» يأتي من نظرية الاضطرابية، ولا معنى له في سياق حالات الترابط.
لا ينظر إلى الفوتونات في نظرية الحقل الكمومي على أنها «كرات بليارد صغيرة»، ولكنها تعد كمات المجال - تموجات بالضرورة في في المجال، أو إثارات بحيث تبدو أشبه بجسيمات. الفيرميونات، كالإلكترونات يمكن أيضاً وصفها بأنها تموجات أو إثارات في المجال، حيث أن كل نوع من الفيرميونات له حقله الخاص. باختصار، النظرة الكلاسيكية على أن «كل شيء هو جسيمات ومجالات»، في نظرية الحقل الكمومي، يعاد حله على أنه «كل شيء هو جسيمات» والذي يعاد حله أيضا على أنه «كل شيء هو حقول أو مجالات». بالنهاية تعتبر الجسيمات حالات إثارة في المجال (كمات مجالية). يعد الحقلان الثقالي والكهرومغناطيسي - المجالان الوحيدان الأساسيان في الطبيعة الّذان يمتلكان نطاقاً لانهائيا من الطاقة الدنيا المتوافقة كلاسيكياً، والتي تضعف وتخفي عموماً إثارة «شبه جسيميتها». عزى ألبرت أينشتين في 1905، بعبارة «شبه-جسيم» والتبادلات المتقطعة بين الزخم والطاقة، وخصائص «كم المجال» إلى الحقل الكهرومغنطيسي. كان دافعه الرئيسي في الأصل هو تفسير الديناميكا الحرارية للإشعاع. بالرغم من أنه يصرح عادة بأن الظواهر الكهروضوئية وتأثير كومبتون تستدعي وصفاً كمياً لنظرية المجال الكهرومغنطيسي، إلّا أن هذا بدا غير صحيح، وأن البرهان الصائب للطبيعة الكمية للإشعاع قد تم الأخذ به الآن في بصريات الكم الحديثة كما في ظاهرة تضاد التحزم. كلمة «فوتون» تم استعارتها في 1926 بواسطة كيميائي الفيزياء الشهير غلبرت نيوتن لويس (طالع أيضا مقالات تضاد تحزم الفوتون والليزر).
إن «حدّية الطاقة الدنيا» لوصف الحقل الكمي النظري الصحيح للحقل الكهرومغنطيسي، كهروديناميكا الكم، يعتقد بأنه جاء من نظرية جيمس كلارك ماكسويل في 1864، مع أن «النهاية الكلاسيكية» لكهروديناميكا الكم لم يكن قد استكشف على نطاق واسع بعد كما حصل مع ميكانيكا الكم. يفترض أن ما قد يعد حتى الآن معالجة الحقل الكمومي النظري الصحيحة للحقل الجاذبي (الثقالي) سوف يصبح ويبدو تماما مثل نظرية النسبية العامة لآينشتين في «حد الطاقة الدنيا». في الحقيقة، يحتمل أن تكون نظرية الحقل الكمومي هي نفسها «حدية نظرية مجال-الطاقة-الدنيا-الفعالة» لنظرية أساسية أكبر مثل نظرية الأوتار الفائقة، ويمكن مقارنتها في هذا السياق بنظرية الحقل الفعالة.

## تاريخ
يعود أصل نظرية الحقل الكمومي إلى عقد 1920، إلى مسألة إنشاء نظرية ميكانيكا كمومية للمجال الكهرومغناطيسي. في 1925 عمل كل من هايزنبيرغ، ماكس بورن، وباسكوال جوردان على إنشاء نظرية كهذه بالتعبير عن درجات حرية المجال في صورة مجموعة لا نهائية من مذبذبات توافقية وبتوظيب الإجراء المعتاد لتكميم هذه المذبذبات.
افترضت هذه النظرية عدم وجود شحنات كهربائية أو تيارات ويطلق عليها اليوم اسم نظرية المجال الحر. تم ابتكار أول نظرية سببية شاملة من كهرتحريك الكم من قبل باول ديراك في 1927، واحتوت كلاً من الحقل الكهرطيسي والمادة المشحونة كهربائياً (الإلكترونات على وجه الخصوص).
لقد اتضح جلياً منذ البداية أن معالجة دقيقة من منظور كمي للمجال الكهرومغناطيسي تتطلب بشكل أو بآخر دمج نظرية النسبية لأينشتين وكانت هذه الحاجة الملحة الدافع الثاني لتطوير نظرية الحقل الكمومي. دافع آخر نحو نظرية الحقل الكمومي نبع من اكتشاف معادلة دايراك والتي فسرت في الأصل على أنها معادلة جسيم انفرادي مماثلة لمعادلة شرودنغر، وبخلاف معادلة شرودنغر فإن معادلة ديراك تحقق شرطي لاتباين لورنتز، أي شرط النسبية الخاصة وقواعد ميكانيكا الكم.
في تحليل دقيق أجري عام 1933 ثم أعيد في 1950 بواسطة نيلز بور وليون روزنفلد بين أن هناك قصوراً أساسياً في إمكانية قياس آني لشدة المجالين - الكهربائي والمغناطيسي اللذان يدخلان في في وصف التآثر الشحني مع الإشعاع المفروض في مبدأ الريبة، والذي ينبغي تطبيقه على جميع الكميات المترافقة قانونيا. مثل هذا نجاحاً آخر لضرورة صياغة ناجحة وتفسير نظرية حقل كمومي للفوتونات والإلكترونات (كهرتحريك الكم)، وفي الواقع إلى أي نظرية حقل كمومي اضطرابية.
التحدي الثالث في تطور نظرية الحقل الكمومي تمثل في الحاجة إلى «الوقوف على إحصاء أنظمة متعددة-الجسيم» بسهولة وتوافق. حاول جوردان في 1927 تعميم التكميم القانوني للحقول ليشمل دوال الموجة متعددة الجسيم في الجسيمات المتطابقة.
بالمقابل، وبالرغم من نجاحها المبكر، اعترضت نظرية الحقل الكمي العديد من الصعوبات النظرية. كميات أساسية كطاقة الألكترون الذاتية، انزياح طاقة حالات الإلكترون (مستويات الطاقة) نتيجة وجود المجال الكهرطيسي أدت إلى نتائج متضاربة (انفراج) لا حصر لها عندما تم اللجوء إلى التقنيات الاضطرابية المتاحة في عقدي 1930 و1940.
تم حل «معضلة الانفراج» في حالة كهرتحريك الكم أواخر العقد 1940 وأوئل عقد 1950 من قبل هانز بيث، توموناغا، شوينجر، فيمان، وديسون عبر إجراء ما يعرف بإعادة التوحيد - renormalization.
قادت التطورات في علم انتقالية الطور في فيزياء المواد المتكثفة أيضاً في عقد 1970 كلاً من ليو كادانوف، مايكل فيشر، وكينيث ويلسون إلى مجموعة من الأفكار والطرق عرفت بمجموعة إعادة التوحيد.